# 楚利姆語
楚利姆語（Chulym，亦稱：楚利語、楚利姆-突厥語、庫爾力克語、楚利姆韃韃語或莫利特韃韃語（請勿與鞑靼语混淆））為楚利姆鞑靼人所使用的語言。名稱可以表示楚利姆人及楚利姆語，在字義上為“自己”或“自己的”之意。楚利姆語也被卡茲克人（Kacik、Kazik、Kuarik）使用。“楚利姆”一詞是來自目前已绝灭的部落。卡茲克語（Kazik、Kecik）為楚利姆語方言，也是部落的名稱。

## 發展歷史
楚利姆語和邵爾語以及哈卡斯語有密切關聯。雖然這些相關語言被認為是同一種語言，不過楚利姆人他們自己並不這麼認為。

## 外部連結
- 'The Linguists': Raiders of the Lost Tongues ("I have always loved the Chulym language.") （页面存档备份，存于）
- YouTube上的"When Languages Die" author/linguist K. David Harrison
- YouTube上的Bear Story in Chulym （楚利姆文）
- （俄文）
- （俄文）
- http://www.narodru.ru/peoples1299.html （页面存档备份，存于） （俄文）
- http://krasnoyarsk.rfn.ru/region/rnews.html?id=8349&rid=339&iid=967 （页面存档备份，存于） （俄文）